# Zester
El Zester també anomenat Zesterfleth o Jorker Hauptwettern és un afluent de l'Elba al municipi de Jork a Alemanya. Neix a al sud de Jork, avall del Geest a l'estat de Baixa Saxònia i desemboca via un antic priel al Borsteler Binnenelbe (Elba interior) a Borstel.

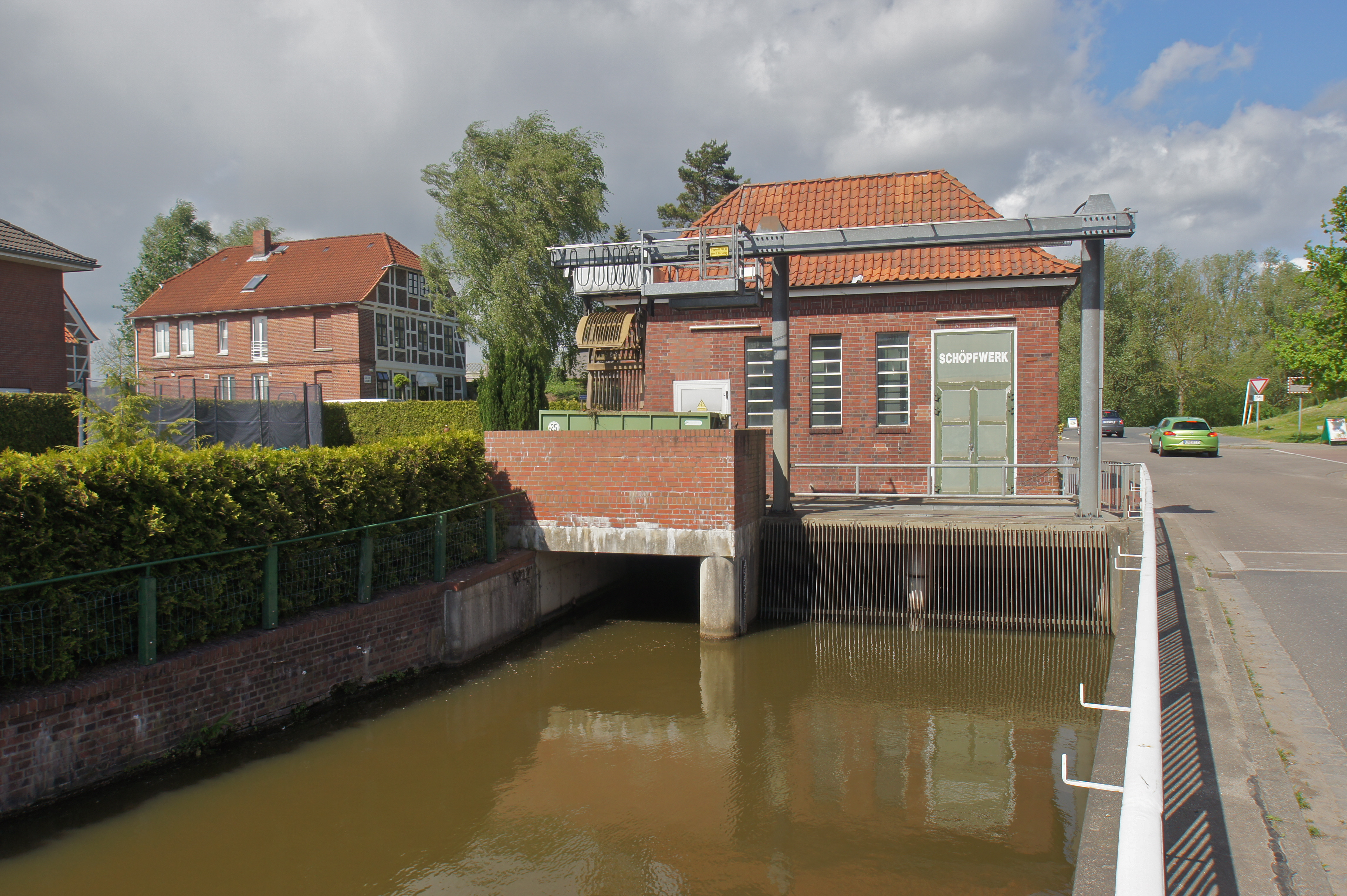
Resclosa de desguàs a Borstel

El curs del riu que desemboca al priel utilitzat per fer el Port de Borstel va continuar canviant-se durant la seva història. A la vall llarga de l'Elba original, entre els dos geests, el procés lent d'al·luvió i d'erosió i esdeveniments dràmatics com marejades fortes i la intervenció de l'home el fan difícil determinar en quina mesura és un riu, i en quina mesura és canal tant com és difícil determinar que és afluent i que és rec de desguàs, a una zona rural de pòlders del qual els recs i canals formen 18% de la superfície, la proporció maximal de tots els pòlders de Baixa Saxònia.
El sufix fleth al primer esment d'un poble Zesterfleth a la desembocadura el 1221, prop de l'actual boca prop del banc de sorra Hahöfersand, és una indicació de la intervenció humana. La seva forma corba al seu pas a Jork és una indicació de l'origen natural del riu. L'altre nom, hauptwettern és un indici de la intervenció humana. El 1972 el riu va ser definitivament tancat de l'Elba, al marc de l'obra per a protegir el rerepaís de les aigüades, un projecte a tota la vall de l'Elba inferior en conseqüència de la catàstrofe natural del 1962. El desguàs només passa per dues rescloses, una a Borstel i una segona al tram entre l'antic port de Borstel i l'Elba on ja no està sotmès al moviment de la marea.

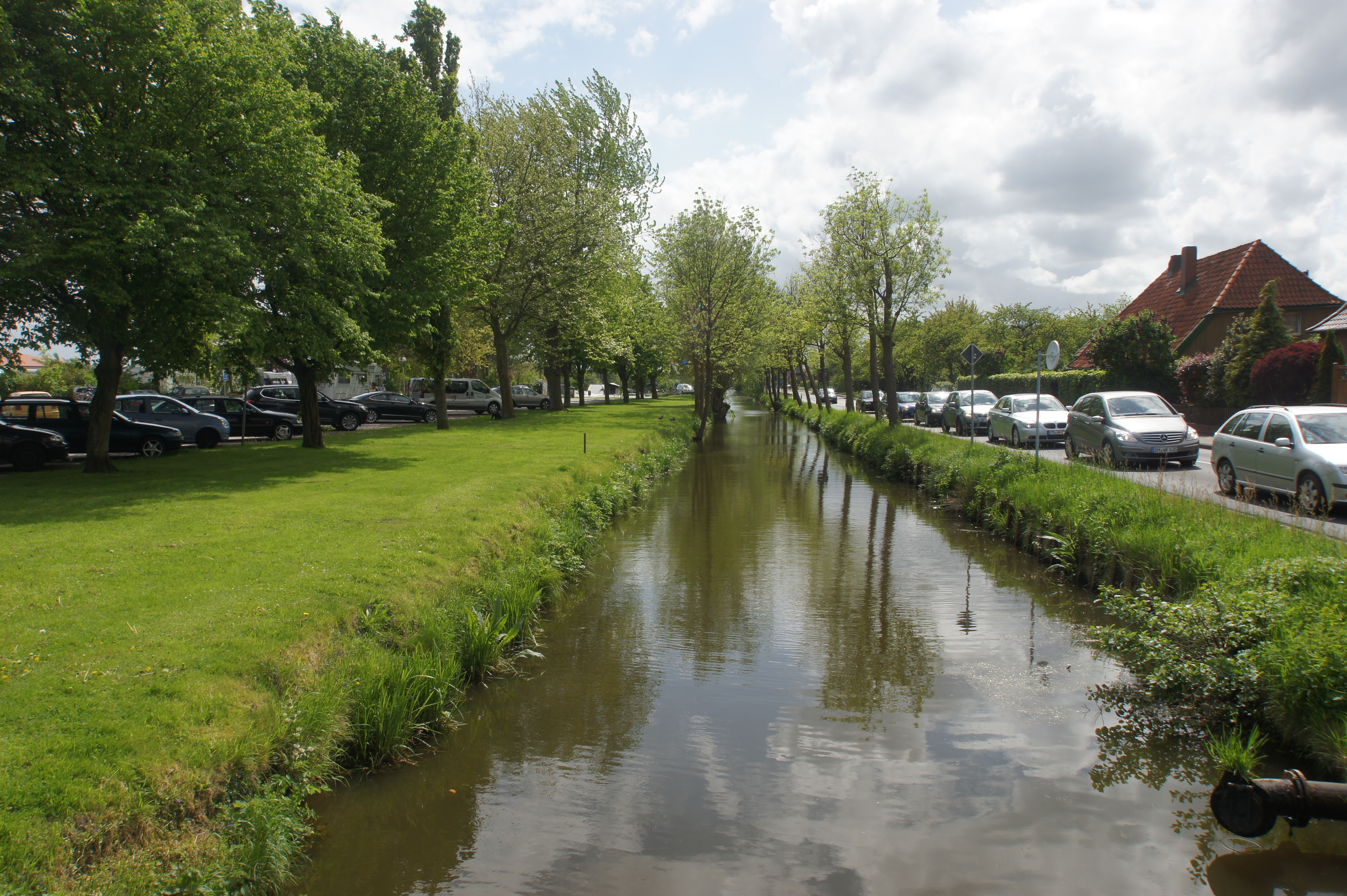
El Zester al sud del nucli de Jork
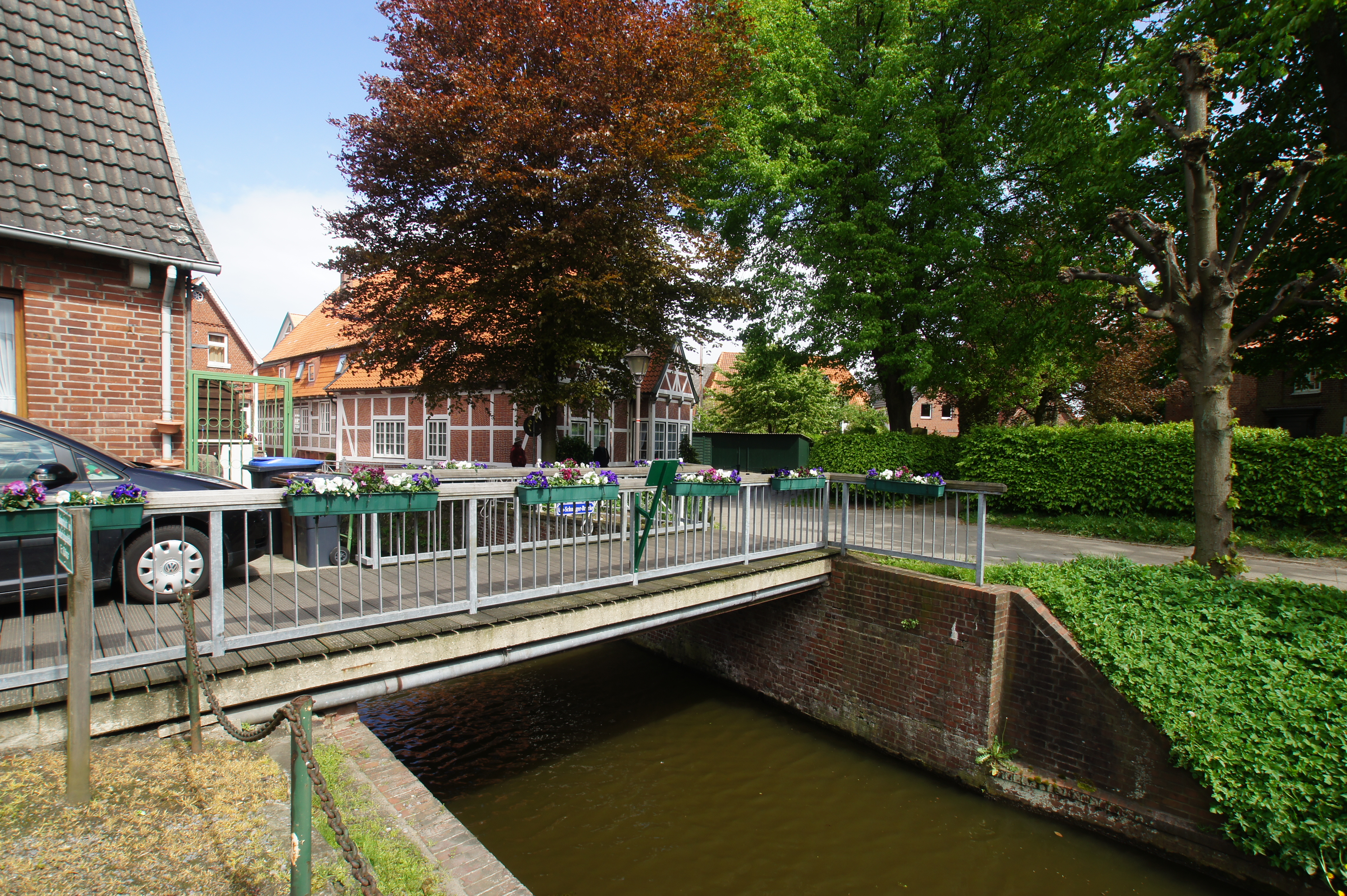
El pont Arp Schnitger al centre de Jork
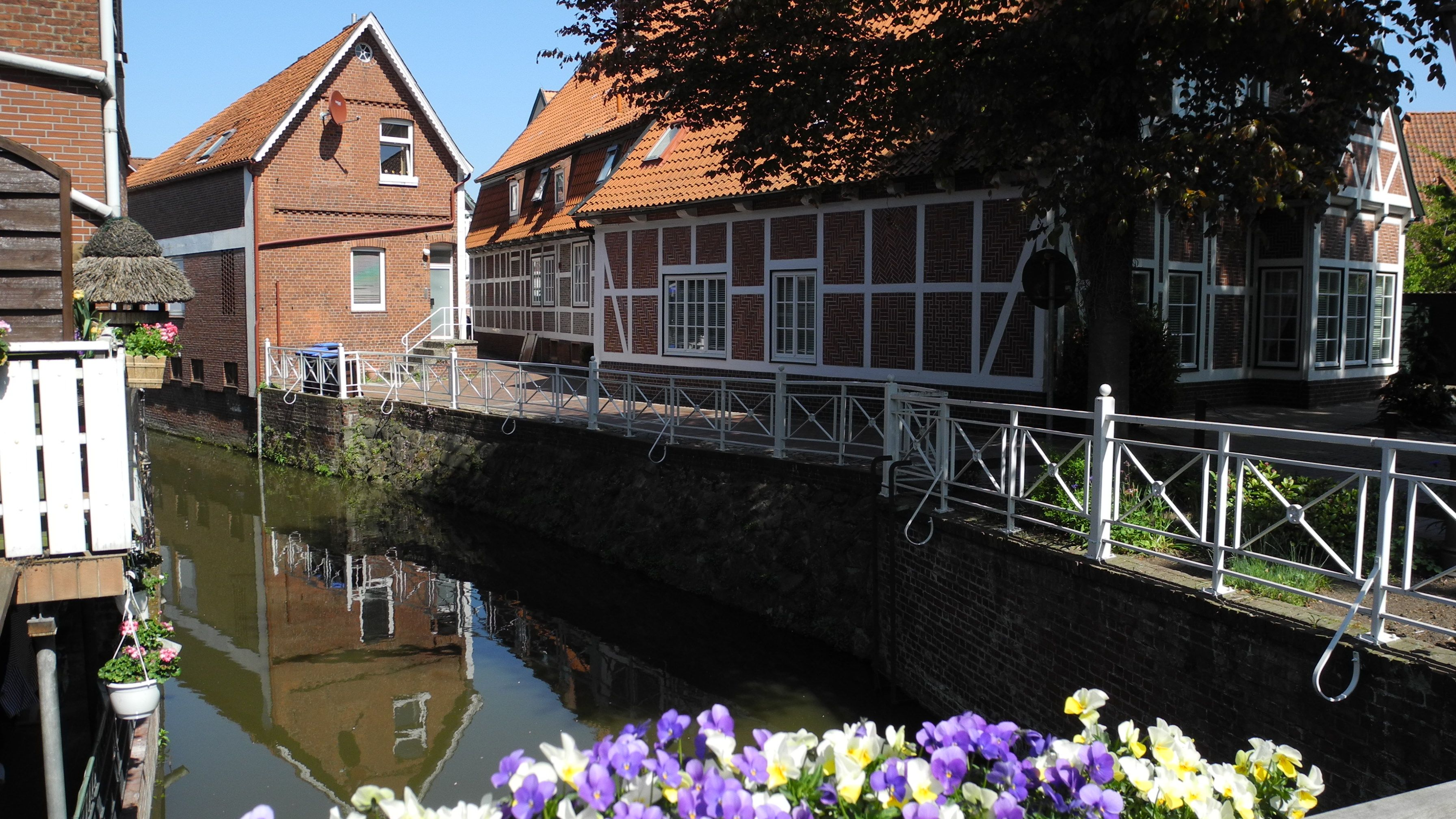
El Zester (Fleet) a Jork
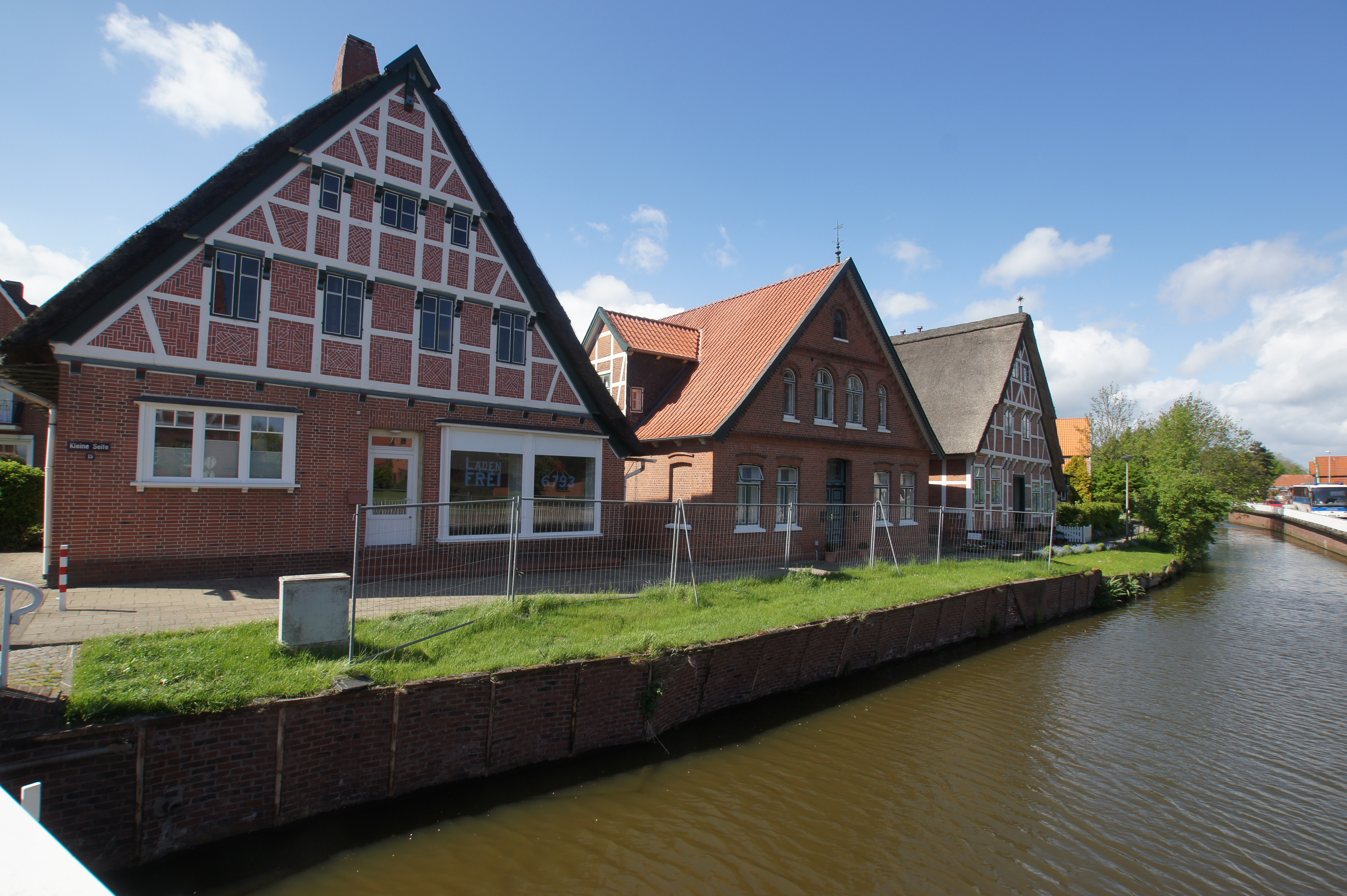
Kleine Seite (Petita Riba) a Borstel
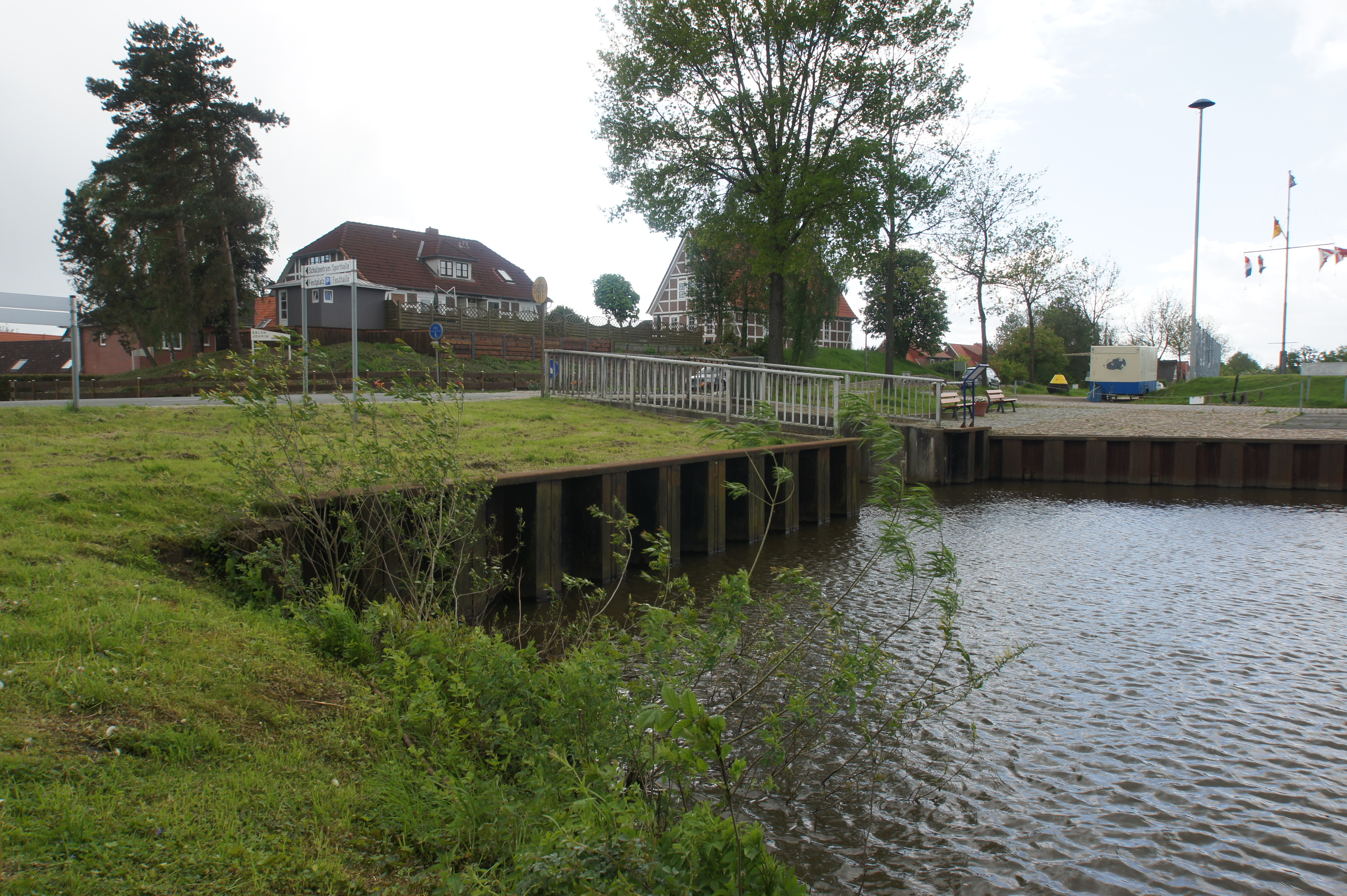
Boca al port de Borstel